# USA i olympiska vinterspelen 1960
USA deltog med 79 deltagare vid de olympiska vinterspelen 1960 i Squaw Valley. Totalt vann de tre guldmedaljer, fyra silvermedaljer och tre bronsmedaljer.

## Medaljer

### Guld
- David Jenkins - Konståkning
- Carol Heiss - Konståkning
- Bill Christian, Roger Christian, Bill Cleary, Bob Cleary, Eugene Grazia, Paul Johnson, Jack Kirrane, John Mayasich, Jack McCartan, Robert McVey, Richard Meredith, Weldon Olson, Edwyn Owen, Rodney Paavola, Lawrence Palmer, Richard Rodenheiser och Tommy Williams - Ishockey

### Silver
- Penny Pitou - Alpin skidåkning, störtlopp och storslalom
- Betsy Snite - Alpin skidåkning, slalom
- Bill Disney - Skridskor, 500 meter

### Brons
- Jeanne Ashworth - Skridskor, 500 meter
- Barbara Roles - Konståkning
- Nancy Ludington och Ronald Ludington - Konståkning, par